# 무지개도서관 (청주)
무지개도서관(무지개圖書館)은 대한민국 충청북도 청주시 소재의 도서관이다.

## 연혁
- 1997. 04. 18 녹음실 I 설치
- 1997. 05. 26 점자프린터 ET-Brailler 구입
- 1997. 06. 18 점자도서실 개소
- 1997. 07. 16 점자도서실 제 1차 도서목록 배부
- 1997. 08. 01 소리신문 ‘까치소리 1호’ 제작
- 1999. 11. 11 점자프린터 Book-Maker 구입
- 2000. 11. 27 녹음실 II 설치
- 2001. 10. 20 점자홍보지 ‘밝음터’ 초판 발행
- 2002. 03. 08 사회복지봉사활동 인증센터 지정(한국사회복지협의회)
- 2002. 04. 26 제본기 Horizon BQ18-II 구입(사회복지공동모금회 배분)
- 2003. 05. 06 ‘Everest(점자프린터)’ 구입 (사회복지공동모금회 배분)
- 2003. 12. 31 점자도서 1,500권 / 녹음도서 500점 장서확보
- 2004. 04. 06 시각장애인 정보화 교육(컴퓨터, 점자정보단말기) 실시
- 2004. 04. 23 ‘브레일로 200(점자프린터)’ 구입 (사회복지공동모금회 배분)
- 2004. 10. 15 제78회 점자의 날 행사 개최
- 2004. 11. 05 충청북도 자원봉사 박람회 참가(점자, 봉사활동 홍보)
- 2005. 04. 12 ‘타이거큐브(그래픽 점자프린터)’ 구입(사회복지 공동모금회 배분)
- 2006. 07. 10 충북시각장애인도서관 지역사회재활시설 인가(청주시)
- 2006. 10. 27 충북시각장애인도서관 “특수도서관” 등록 (충청북도)
- 2007. 02. 05 “우리지역 이야기”, “무지개의 꿈” 정기간행물 등록
- 2007. 04. 30 ‘도서관전산화 프로그램 및 장비’ 구입 (사회복지공동모금회 배분)
- 2008. 01. 10 "무지개도서관"으로 명칭 변경
- 2008. 02. 01 '점자, 녹음도서 제작을 위한 전문 자원봉사자 개발 교육'(사회복지공동모금회 배분)
- 2008. 11. 19 '움직이는 무지개도서관' 이동도서관 운영사업 경차(마티즈)지원(사회복지공동모금회 배분)
- 2009. 01. 01 인력 증원(4명에서 6명으로 2명 증원)
- 2010. 03. 29 '시각장애인 소리소식지 제작을 위한 레코딩(recording) 장비교체 및 보강'(사회복지공동모금회 배분)
- 2010. 12. 07 무지개도서관 홍보동영상 제작
- 2011. 04. 01 시각장애인의 재활 의지 고취를 위한 평생교육 프로그램 사업 천연비누·화장품만들기교육, 커피만들기교육 (사회복지공동모금회 배분)
- 2012. 01. 27 녹음도서 퀄리티 향상을 위한 무소음 컴퓨터 구입 (한국스틸폼 기증)
- 2012. 05. 19 '브레일로 400SR(점자프린터), 자동점자명함인쇄기' 구입 (충청북도, 청주시 지원)
- 2013. 07. 12 시각장애인 점자도서 제작을 위한 제본기 교체 (사회복지공동모금회 배분)
- 2014. 01. 01 인력 증원(6명에서 8명으로 증원)
- 2014. 02. 01 시각장애인 감각발달과 창의력 향상을 위한 예술교육활동 미술교육, 도예교육(사회복지공동모금회 배분)